# Palazzo Querini Benzon
Palazzo Querini Benzon è un palazzo di Venezia, ubicato nel sestiere di San Marco, affacciato sul lato sinistro del Canal Grande, tra la piccola Casa De Sprit e Casa Tornielli (detta anche Ca' Michiel), alla confluenza del rio di Ca' Michiel. Di fronte si trovano il Palazzo Bernardo e il Palazzo Querini Dubois.

## Storia
Costruito nel primo Settecento, il palazzo divenne famoso grazie alla nobildonna Marina Querini (1757 - 1839), sposa di Pietro Giovanni Benzon, che nel periodo a cavallo della fine della Repubblica di Venezia (1797) fece della sua residenza uno dei più rinomati salotti letterari veneziani, grazie alla frequentazione di molti importanti artisti dell'epoca dove si riunivano i più celebri artisti e letterati del tempo tra cui George Gordon Byron, Thomas Moore, Antonio Canova, Ippolito Pindemonte, Vincenzo Drago, Cesare Arici, Stendhal, François-René de Chateaubriand e Ugo Foscolo.

## Architettura
Edificio senza particolari pregi architettonici, presenta un portale d'acqua con scalinata, un piano nobile con quadrifora ad archi a tutto sesto affiancato da due coppie di monofore, tutte con balconcino. Il secondo piano venne creato nel 1897 come imitazione in forme ridotte e di minor pregio del piano nobile. Sopra il cornicione, in posizione centrale, è presente una terrazza balaustrata. L'intera facciata è intonacata ad eccezione del pian terreno che è in pietra, mezzanino escluso. Sul tetto si apriva un grande abbaino con quattro finestrini rettangolari e copertura a capanna.
Nel 1897 l’edificio venne sopraelevato con la costruzione di un secondo piano nobile con finestre uguali a quelle del piano inferiore mentre sul tetto venne costruita la terrazza. All’inizio del Novecento invece, è stata completamente trasformata la serliana del piano terreno, unificando i finestrini laterali del portale che sono diventati grandi finestre con arco a tutto tondo. Oggi ospita abitazioni private.